# David Rosenbaum
David Rosenbaum, född 1778 i Karlskrona, död i december 1832 i Gävle, var en svensk stadsbyggmästare, stadsingenjör och tecknare.
Han var gift med bildhuggaren Johan Törnströms dotter Alma Sofia Törnström. Efter avlagd lantmäteriexamen 1779 var han verksam som stadsingenjör och stadsarkitekt i Karlskrona fram till 1817. Därefter var han verksam som justerare, stadsingenjör och stadsbyggmästare i Gävle fram till sin död. Förutom rena arkitekturritningar var han även verksam som tecknare och finns representerad vid Fredrikskyrkans arkiv i Karlskrona.